# Kang Hye-won
Dans ce nom coréen, le nom de famille, Kang, précède le nom personnel.
 (mai 2022).
Si vous disposez d'ouvrages ou d'articles de référence ou si vous connaissez des sites web de qualité traitant du thème abordé ici, merci de compléter l'article en donnant les références utiles à sa vérifiabilité et en les liant à la section « Notes et références ».
Kang Hye Won (hangeul : 강혜원) née le 5 juillet 1999 est une chanteuse, danseuse, actrice et surtout rappeuse sud-coréenne principalement connue pour avoir été membre du groupe de filles nippo-sud-coréen IZ*ONE.

## Biographie
Kang Hye Won est née le 5 juillet 1999 à Yangsan, dans la province du Gyeongsang du Sud.
Elle étudie à l'école élémentaire Habuk, puis au collège Bokwang et enfin au lycée Bokwang. Cependant, elle quitte cette école pour rejoindre, ensuite, le lycée Hanlim Multi-Arts où elle était connu pour être très douée en mathématique. 

## Carrière

### Premières années en tant quetrainee
Avant de rejoindre son agence 8D Entertainment, elle rejoint deux agences et prévoit de débuter dans un groupe nommé 'DAYDAY' avec Luri (anciennement de I.B.I) ou encore Lee Min Ju (anciennement de The Ark) mais rien d'abouti.

### PRODUCE 48 et début de carrière dans laK-pop
En 2018, Hye Won est candidate de Produce 48 en tant que représentante de l'agence 8D Entertainment. Elle termine huitième au classement final avec 248,432 votes, ce qui lui permet de faire ses débuts dans le groupe IZ*ONE, le 29 octobre 2018. Elle y occupe le rôle de rappeuse secondaire, vocaliste, danseuse et visuelle.

### Séparation deIZ*ONEet nouvelle page dans sa carrière publique
Après la séparation d'Iz*One prévue le 29 avril 2021, Hye Won retourne en tant que trainee de 8D Entertainment.
Le 21 juillet de la même année, il est annoncé qu'Hye Won commencerait sa carrière en tant qu'actrice dans la troisième saison de la web série Best Mistake, où elle joue le personnage de Jin Se Hee. Six jours après, elle fait une apparition dans le clip de la chanson 'Hobby' de Park Jae Jung. En août, Hye Won est confirmée pour être un guest de l'émission de variété de MBC How A Family is Made.
Elle réalise, le 8 décembre, un teaser vidéo sur sa chaîne YouTube qui annonce le début de sa carrière musicale en solo avec un EP se nommant 'W'. C'est le 22 décembre que son EP sort avec le titre principal 'Winter Poem'.

## Filmographie

### Télévision
- 2025 : Friendly Rivalry : Joo Ye-ri